# Дилтинс, Лоде
Лоде Дилтинс (нидерл. Lode Dieltiens; род. 18 сентября 1926, Вейнегем) — бельгийский композитор, хоровой дирижёр и органист. Отец виолончелиста Рула Дилтинса и флейтиста Куна Дилтинса.
Окончил духовную семинарию в Хогстратене, затем изучал музыку в Мехелене под руководством Флора Петерса, Жюля ван Нуффела и Маринуса де Йонга. С 1955 г. на протяжении многих лет органист и хормейстер в церкви Святого Петра в Бергларе. На протяжении 42 лет был главным дирижёром Фламандского национального фестиваля песни, автор множества вокальных и хоровых композиций. Преподавал гармонию в Антверпенской консерватории и в Институте Лемменса в Лёвене. Среди его учеников, в частности, Пауль Схолларт, Ян ван дер Рост, Лудо Класен, Курт Биккембергс, Вим Хендерикс и другие заметные фламандские музыканты.